# 石克荣
石克荣（1957年—），北京顺义人，汉族，中华人民共和国政治人物、第十二届全国人民代表大会河北地区代表。
早年加入中国共产党，担任三河市汇福粮油集团董事长、总裁。2013年，被选为全国人大代表。